# Deltote cuprea
Deltote cuprea is een vlinder uit de familie van de uilen (Noctuidae). De wetenschappelijke naam van deze soort is voor het eerst voorgesteld als Galgula cuprea door William Schaus in een publicatie uit 1898.
De soort komt voor in Brazilië (Paraná).